# Dendrocalamus
Genre
Classification APG III (2009)
Dendrocalamus est un genre tropical de bambou géant similaire au genre Bambusa. Avec environ 29 espèces, ce genre se trouve sur le sous-continent indien en Asie du Sud. Dendrocalamus giganteus est une des plus hautes espèces de bambous, capable d'atteindre une hauteur de 30 m. 

## Liste d'espèces

### SelonITIS
- Dendrocalamus asper (Schultes f.) Backer ex Heyne
- Dendrocalamus gigantea Munro
- Dendrocalamus strictus (Roxb.) Nees

### Espèces
Selon POWO, le genre Dendrocalamus comporte 73 espèces valides. Parmi ceux-ci, citons :
- Dendrocalamus asper (Schult.f.) Backer
- Dendrocalamus birmanicus A.Camus
- Dendrocalamus brandisii  (Munro) Kurz
- Dendrocalamus giganteus Munro
- Dendrocalamus latiflorus  Munro
- Dendrocalamus hamiltonii Nees & Arn. ex Munro
- Dendrocalamus jianshuiensis Hsueh & D.Z.Li
- Dendrocalamus longispathus  (Kurz) Kurz
- Dendrocalamus membranaceus Munro
- Dendrocalamus minor (McClure) L.C.Chia & H.L.Fung
- Dendrocalamus sikkimensis Gamble ex Oliv.
- Dendrocalamus strictus (Roxb.) Nees
- Dendrocalamus yunnanicus Hsueh & D.Z.Li

## Synonymes
- Klemachloa R.Parker
- Oreobambos K.Schum.
- Oxynanthera
- Sinocalamus McClure